# Zacatecas (Stadt)
Zacatecas ist die Hauptstadt des gleichnamigen Bundesstaates in Zentralmexiko und hat knapp 140.000 Einwohner. Sie ist die berühmteste und reichste der mexikanischen Silberstädte und trug einst, ähnlich wie Potosí in Bolivien oder Cerro de Pasco in Peru, einen guten Teil zum Reichtum Spaniens in der frühen Neuzeit bei. Im Jahr 1993 wurde der historische Kern der Stadt zum Weltkulturerbe der UNESCO ernannt.

## Bevölkerungsentwicklung
| Jahr      | 2000    | 2020    |
| Einwohner | 114.046 | 138.444 |

Der stetige Bevölkerungszuwachs beruht im Wesentlichen auf der immer noch anhaltenden Zuwanderung von Familien aus den Dörfern der Umgebung.

## Geschichte
Die Geschichte von Zacatecas begann 1546, als der spanische Conquistador Juan de Tolosa reiche Silberlager im heutigen Stadtgebiet entdeckte. Der Silberreichtum führte zu einem raschen Aufblühen der am 8. September 1546 gegründeten Stadt. In der zweiten Hälfte des 18. Jahrhunderts zählte Zacatecas mit mehr als 20.000 Einwohnern zu den größten Städten Neuspaniens.
Während des Mexikanischen Unabhängigkeitskrieges fiel die Stadt anfangs an die Rebellen, wurde jedoch schon im Februar 1811 wieder von den Royalisten besetzt. Durch die kriegerischen Ereignisse kam es zunächst auch zu einem jahrelangen Stillstand des Silberabbaus. 1835 stellte sich die Bevölkerung der Stadt gegen die mexikanische Regierung. Antonio López de Santa Anna (1794–1876) schlug die Miliz der Stadt im Mai 1835 und erlaubte seiner siegreichen Armee Zacatecas anschließend zwei Tage lang zu plündern. Auch in den folgenden Jahrzehnten war die Stadt immer wieder Zankapfel in den Bürgerkriegen zwischen Liberalen und Konservativen.
Der Eisenbahnbau in den 1880er Jahren machte Zacatecas zu einem wichtigen Bahnknotenpunkt, den alle in den Norden und Süden Mexikos fahrenden Züge passieren mussten. Während der Mexikanischen Revolution war die Stadt daher das letzte Bollwerk des 1914 bereits stark angeschlagenen Regimes von Victoriano Huerta (1850–1916), der hier seine Truppen konzentriert hatte, um den Revolutionären den Weg nach Mexiko-Stadt zu verlegen. Als die Revolutionäre unter Pancho Villa (1878–1923) am 23. Juni 1914 die Schlacht um Zacatecas für sich entschieden, war nicht nur die bis dahin größte Schlacht der Revolution geschlagen worden, sondern auch der Untergang des Huerta-Regimes besiegelt.

## Sehenswürdigkeiten und Tourismus
Die Stadt ist für ihre koloniale Architektur bekannt. Die Kathedrale von Zacatecas wurde in einem üppigen spätbarocken Stil erbaut, der als Churriguera-Stil bekannt ist und Ende des 18. Jahrhunderts in Mexiko sehr beliebt war. Ein beliebter Aussichtspunkt ist der Cerro de la Bufa, auf den eine Seilbahn führt und von dem aus man das Panorama der Stadt genießen kann. Zu besichtigen sind auch die einstigen Minen.
Zacatecas lebt hauptsächlich vom Tourismus, wobei die meisten Touristen aus dem Inland kommen. Im Vergleich zu anderen mexikanischen Tourismushochburgen kommen nur relativ wenige Ausländer in die Stadt.

## Söhne und Töchter
- Genaro Codina (1852–1901), Komponist
- Ernesto Elorduy (1855–1913), Komponist und Pianist
- Francisco Goitia (1882–1960), Maler
- Pedro Coronel Arroyo (1923–1985), Künstler
- Rafael Coronel Arroyo (1931–2019), Künstler
- Fernando Mario Chávez Ruvalcaba (1932–2021), katholischer Geistlicher, Bischof von Zacatecas
- Miguel Arellano (1941–2021), Basketballspieler
- José Trinidad Zapata Ortiz (* 1959), katholischer Geistlicher, Bischof von Papantla
- Nancy Contreras (* 1978), Bahnradsportlerin
- Sergio Santana (* 1979), Fußballspieler

## Städtepartnerschaft
- El Paso, USA

## Klimatabelle
|                       | Jan  | Feb  | Mär  | Apr  | Mai  | Jun  | Jul  | Aug  | Sep  | Okt  | Nov  | Dez  |   |      |
| Mittl. Tagesmax. (°C) | 13,1 | 14,9 | 17,6 | 20,1 | 21,5 | 20,7 | 19,0 | 18,9 | 17,4 | 16,7 | 15,6 | 13,5 | ⌀ | 17,4 |
| Mittl. Tagesmin. (°C) | 6,0  | 6,8  | 8,5  | 11,0 | 12,4 | 12,1 | 11,0 | 11,2 | 10,6 | 9,9  | 8,3  | 6,7  | ⌀ | 9,6  |
|                       |      |      |      |      |      |      |      |      |      |      |      |      |   |      |
| Niederschlag (mm)     | 8    | 3    | 2    | 4    | 10   | 58   | 67   | 74   | 57   | 29   | 8    | 8    | Σ | 328  |
|                       |      |      |      |      |      |      |      |      |      |      |      |      |   |      |
| Sonnenstunden (h/d)   | 7,1  | 7,8  | 7,9  | 8,0  | 8,8  | 7,4  | 7,2  | 7,2  | 6,2  | 6,7  | 7,8  | 6,4  | ⌀ | 7,4  |
|                       |      |      |      |      |      |      |      |      |      |      |      |      |   |      |
| Regentage (d)         | 2    | 2    | 0    | 1    | 4    | 10   | 11   | 12   | 9    | 6    | 2    | 2    | Σ | 61   |
|                       |      |      |      |      |      |      |      |      |      |      |      |      |   |      |
| Luftfeuchtigkeit (%)  | 45   | 40   | 33   | 31   | 39   | 60   | 67   | 67   | 73   | 61   | 50   | 51   | ⌀ | 51,5 |

| 6,0 |

| 6,8 |

| 8,5 |

| 11,0 |

| 12,4 |

| 12,1 |

| 11,0 |

| 11,2 |

| 10,6 |

| 9,9 |

| 8,3 |

| 6,7 |

| 6,0 |

| 6,8 |

| 8,5 |

| 11,0 |

| 12,4 |

| 12,1 |

| 11,0 |

| 11,2 |

| 10,6 |

| 9,9 |

| 8,3 |

| 6,7 |